# Bruno Retailleau
Bruno Daniel Marie Paul Retailleau (Cholet, 20 november 1960) is een Frans politicus. Sinds 21 september 2024 is hij minister van Binnenlandse Zaken in de regering van premier Michel Barnier en daarna van François Bayrou. Hij is lid van Les Républicains (LR).
Voor zijn benoeming als minister diende Retailleau als senator voor Vendée (2004-2024) en fractievoorzitter in de Senaat (2014-2024). Ook was hij lid van de Nationale Vergadering voor de vierde kieskring van Vendée (1994-1997) en voorzitter van de Conseil général van Vendée (2010-2015, waarin hij het kanton Mortagne-sur-Sèvre vanaf 1988 vertegenwoordigde) en van de Conseil régional van Pays de la Loire (2015-2017).
Retailleau was tot 2010 lid van de Mouvement pour la France (MPF) van Philippe de Villiers. In 2012 sloot hij zich aan bij de Union pour un mouvement populaire (UMP) van president Nicolas Sarkozy, die in 2015 Les Républicains werd. In 2022 stelde hij zich kandidaat voor het partijleiderschap van Les Républicains, maar verloor in de tweede ronde van Éric Ciotti.
- Bibliothèque nationale de France: cb135045374 (data)
- Gemeinsame Normdatei: 1183423322
- International Standard Name Identifier: 0000 0003 6239 7114
- Library of Congress Control Number: n2020038030
- Système universitaire de documentation: 057667292
- Virtual International Authority File: 224761816